# Sci di fondo ai VII Giochi olimpici invernali - 10 km femminile
La competizione dei 10 km femminile di sci di fondo ai VII Giochi olimpici invernali si è svolta il 28 gennaio; il percorso aveva partenza e arrivo nello Stadio della neve e copriva un dislivello di 90 m. A partire dalle 10:00 presero parte alla competizione 40 atlete di 11 diverse nazionalità; la neve era ghiacciata, polverosa sulla pista.

## Classifica
| Pos.    | Atleta                   | Nazione                   | Tempo Finale |
| ------- | ------------------------ | ------------------------- | ------------ |
| Oro     | Ljubov' Kozyreva         | Unione Sovietica          | 38'11"       |
| Argento | Rad'ja Erošina           | Unione Sovietica          | 38'16"       |
| Bronzo  | Sonja Edström            | Svezia                    | 38'23"       |
| 4       | Alevtina Kolčina         | Unione Sovietica          | 38'46"       |
| 5       | Siiri Rantanen           | Finlandia                 | 39'40"       |
| 6       | Mirja Hietamies          | Finlandia                 | 40'18"       |
| 7       | Irma Johansson           | Svezia                    | 40'20"       |
| 8       | Sirkka Polkunen          | Finlandia                 | 40'25"       |
| 9       | Anna Kaaleste            | Unione Sovietica          | 40'29"       |
| 10      | Kjelfrid Brusveen        | Norvegia                  | 40'38"       |
| 11      | Rakel Wahl               | Norvegia                  | 40'49"       |
| 12      | Sanna Kiero              | Finlandia                 | 40'52"       |
| 13      | Anna-Lisa Eriksson       | Svezia                    | 40'56"       |
| 14      | Barbro Martinsson        | Svezia                    | 41'04"       |
| 14      | Eva Lauermanová          | Cecoslovacchia            | 41'04"       |
| 16      | Maria Gasienica Bukowa   | Polonia                   | 41'09"       |
| 17      | Józefa Czerniawska-Peksa | Polonia                   | 41'28"       |
| 18      | Zofia Krzeptowska        | Polonia                   | 41'37"       |
| 19      | Libuše Patocková         | Cecoslovacchia            | 41'52"       |
| 20      | Sonnhilde Hausschild     | Squadra Unificata Tedesca | 42'22"       |
| 20      | Else Amann               | Squadra Unificata Tedesca | 42'22"       |
| 22      | Gina Regland-Sigstad     | Norvegia                  | 42'42"       |
| 23      | Ildegarda Taffra         | Italia                    | 42'51"       |
| 24      | Helena Gasienica Daniel  | Polonia                   | 43'09"       |
| 25      | Olga Krasilová           | Cecoslovacchia            | 43'10"       |
| 26      | Elfriede Spiegelhauer    | Squadra Unificata Tedesca | 43'15"       |
| 27      | Ingrid Wigernæs          | Norvegia                  | 43'40"       |
| 28      | Eva Paulusová            | Cecoslovacchia            | 43'42"       |
| 29      | Rita Czech-Blasl         | Squadra Unificata Tedesca | 43'51"       |
| 30      | Rita Bottero             | Italia                    | 44'03"       |
| 31      | Fides Romanin            | Italia                    | 44'17"       |
| 32      | Amalija Belaj            | Jugoslavia                | 45'32"       |
| 33      | Mara Rekar               | Jugoslavia                | 45'36"       |
| 34      | Mariya Dimova            | Bulgaria                  | 45'52"       |
| 35      | Nada Birko-Kustec        | Jugoslavia                | 46'03"       |
| 36      | Biserka Vodenlic         | Jugoslavia                | 46'28"       |
| 37      | Anita Parmesani          | Italia                    | 47'37"       |
| 38      | Iuliana Simon            | Romania                   | 49'32"       |
| 39      | Stefania Botcariu        | Romania                   | 49'37"       |
| -       | Margareta Arvay          | Romania                   | Squal.       |